# 巢县站
巢县站是一个淮南线上的铁路车站，位于安徽省巢湖市朝阳路，建于1934年，原为三等站，邮政编码为238000，客运：不办理旅客乘降、行李、包裹托运；货运：不办理整车、零担、集装箱货物发到；不办理整车爆炸品及整车一级氧化剂发到，站台于2008年拆除。
2000年，淮南铁路修了复线，线路经裁弯取直后，在临近半汤处新建巢湖站。2000年4月，巢县站正式更名巢湖西站南货场并终止客运，只承担部分货运任务。至此，每天仅1对货车往来，有时两三天才有1对，只是单一运送化肥和煤炭等。2000年4月13日，拆除工人到老巢县站对该路段信号设备进行拆除，包括7架信号机、7组握柄电锁器（道岔）、9处轨道电路、一个控制台以及一处机房。2008年5月11日16时32分，老巢县站发出最后一列车。5月13日，老巢县站至巢湖西站段复线铁路开始正式拆除。